# Pont Saint-Émile
Pour les articles homonymes, voir Saint Émile (homonymie).
Le pont Saint-Émile est un pont situé dans la municipalité de Saint-Émile-de-Suffolk, appartenant à la municipalité régionale de comté (MRC) de Papineau, dans la région administrative de l'Outaouais, au Québec, au Canada.

## Description
Le pont Saint-Émile a une longueur totale de 42,8 m et 9,4 m de largeur hors tout. Sa longueur de tablier est de 36,7 m, sa largeur carrossable est de 7,3 m et sa superficie de tablier est de 343 m². Il a été construit en 1963.

## Géographie
Le pont Saint-Émile est situé dans le rang des Sources et passant par-dessus le lac Saint-Émile (Petite rivière Rouge).

## Toponymie
Le toponyme "Pont Saint-Émile" a été officialisé le 18 septembre 1995 par la Commission de toponymie du Québec.